# NGC 2216
NGC 2216 je galaksija u zviježđu Velikom psu.

## Vanjske poveznice
- SEDS: NGC 2216